# Raimundtheater

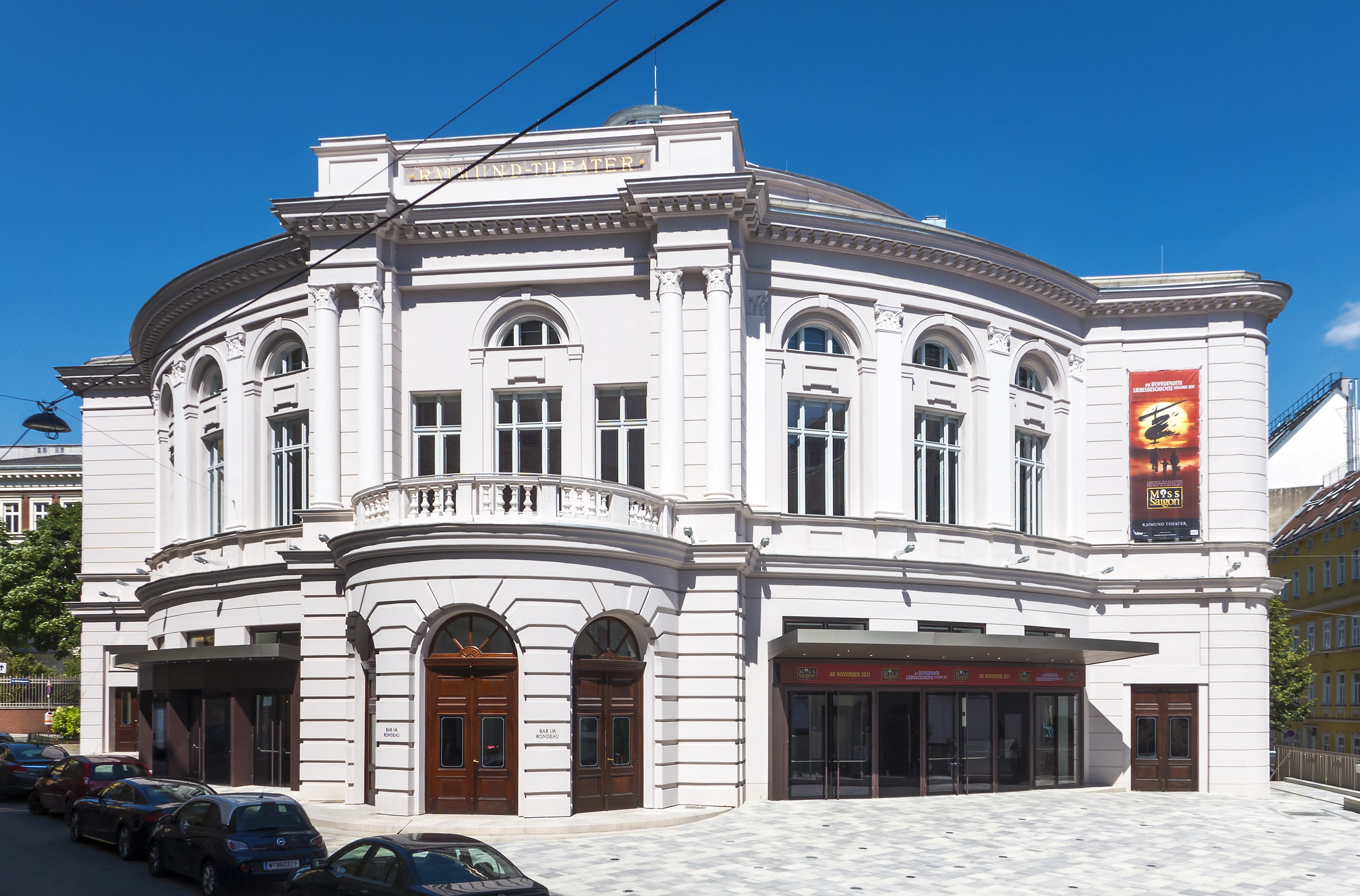
Das Raimundtheater in Wien

I AM FROM AUSTRIA - Das Musical mit den Hits von Rainhard Fendrich

Das Raimundtheater (Eigenschreibung Raimund Theater) ist ein Theater im 6. Wiener Gemeindebezirk Mariahilf in der Wallgasse 18–20, das heute zu den Vereinigten Bühnen Wien gehört und hauptsächlich Musicals als Spielstätte dient. Die Sanierung und der Umbau wurde Ende Mai 2021 abgeschlossen.

## Geschichte

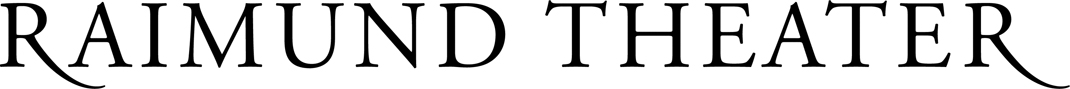
Logo des Raimund Theaters

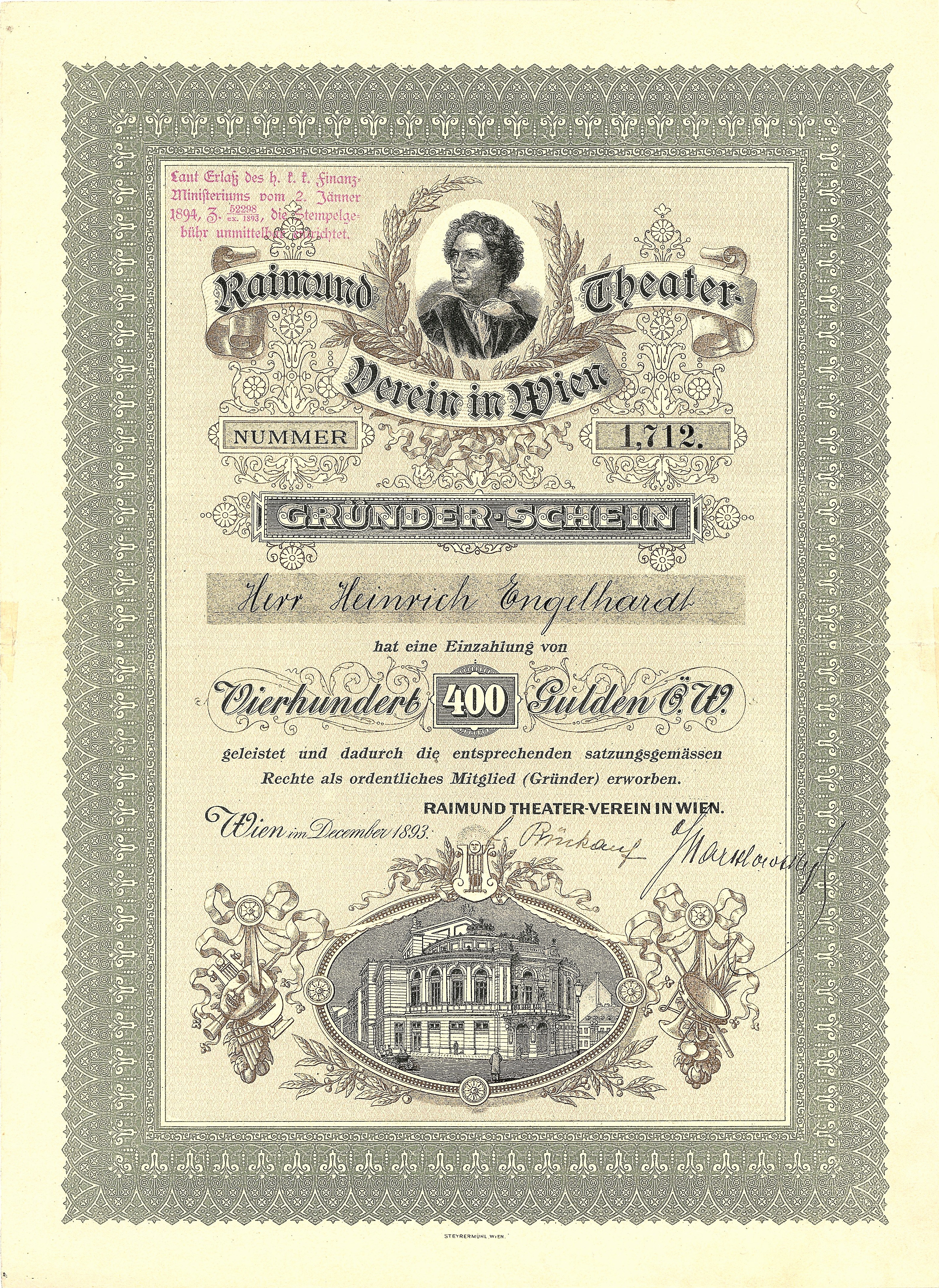
Gründer-Schein des Raimund Theater-Vereins in Wien über 400 Gulden, ausgestellt im Dezember 1893, mit Porträt des Dramatikers Ferdinand Raimund

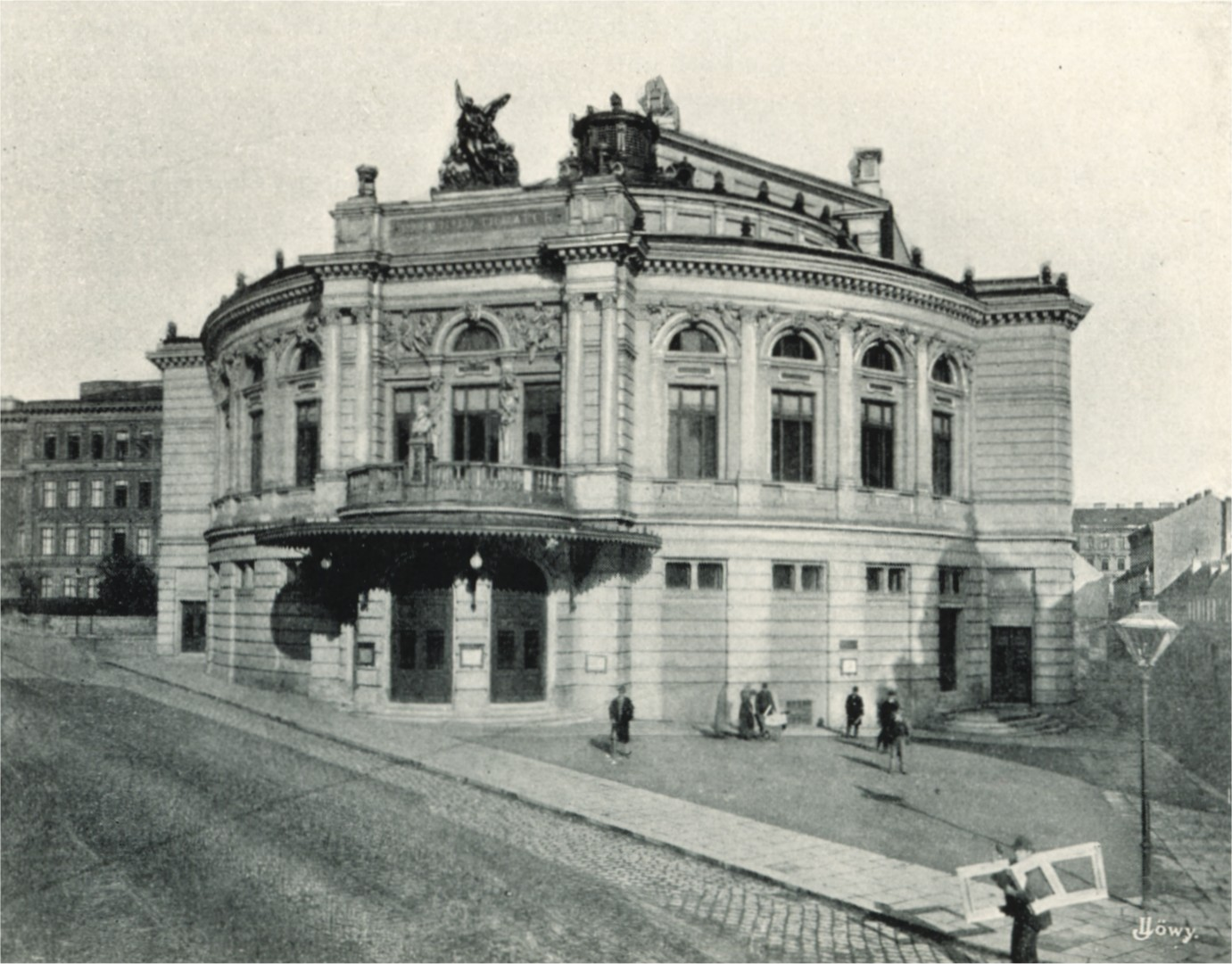
Das Raimund Theater um 1898

Der Eingangsbereich während der Spielzeit von We Will Rock You

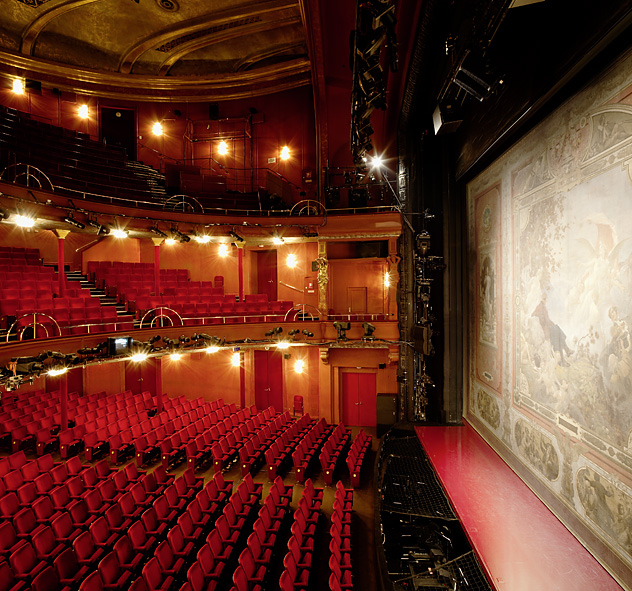
Zuschauerraum des Raimund Theaters

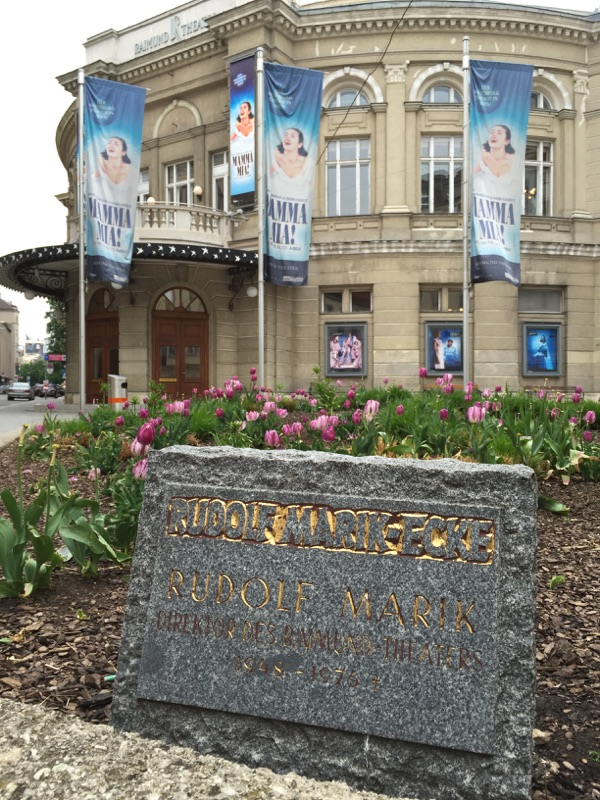
Gedenkstein für den früheren Direktor Rudolf Marik

Das nach dem österreichischen Dramatiker Ferdinand Raimund benannte Theater wurde im Jahr 1893 von einem Verein von 500 Bürgern des Gemeindebezirks Mariahilf gegründet, nach Entwürfen des Architekten Franz Roth (1841–1909) errichtet und, vollständig elektrisch beleuchtet, am 28. November 1893 (erste Vorstellung am 27. November 1893) mit Raimunds Zauberspiel Die gefesselte Phantasie feierlich eröffnet (Prolog verfasst von Alfred von Berger)
Bis zum Jahr 1896 stand das Theater unter der Leitung von Adam Müller-Guttenbrunn. Er und sein künstlerischer Beirat Hermann Bahr machten das Theater zu einer Sprechbühne mit klassischen Volksstücken, die ein Gegengewicht zur großbürgerlichen „Operettendekadenz“ darstellen sollten. Alexander Girardi, Eleonora Duse, Max Reinhardt, Louise Dumont und Adele Sandrock traten hier auf.
1907 übernahm der jüdische Regisseur und Theaterdirektor Sigmund Lautenburg (1851–1918)  die Leitung des Raimund-Theaters, jedoch nur für kurze Zeit. Er beauftragte für eine neue Inszenierung des Schauspiels Die Nibelungen von Friedrich Hebbel Carl Otto Czeschka, die Bühnenbilder und Kostüme zu entwerfen. Auf die Aufführung wurde aus verschiedenen Gründen verzichtet, aber ein unmittelbares Ergebnis der intensiven Beschäftigung Czeschkas mit dem Nibelungenthema für das Raimund-Theater waren die Zeichnungen, die dem kleinen Buch Die Nibelungen im Verlag Gerlach & Wiedling als Grundlage dienten.
Unter Direktor Wilhelm Karczag hielt ab 1908 die Operette Einzug, etwa durch die Eigenproduktion „Der Zigeunerbaron“ von Johann Strauss im Jahre 1908 oder Robert Stolz’ „Glücksmädel“ und dem auf Franz Schuberts Musik beruhenden Dreimäderlhaus. Von 1921 bis 1924 wurden unter Direktor Rudolf Beer wieder vor allem Sprechstücke gespielt.
Nach 1945 erlebte unter Rudolf Marik (1900–1976), der das Haus von 1948 bis 1976 leitete, die Operette mit Johannes Heesters, Marika Rökk, Zarah Leander und anderen bekannten Darstellern und Sängern einen Höhepunkt. Am Raimund Theater begannen viele berühmte Schauspieler ihre Karriere, wie zum Beispiel Hansi Niese, Paula Wessely, Attila Hörbiger, Karl Skraup.
Im Dezember 1968 beging das Raimundtheater sein 75-Jahr-Jubiläum mit der Aufführung der Operette Der Bettelstudent von Carl Millöcker.
Als Festwochenpremiere am 23. Mai 1969 wurde die Operette Giuditta von Franz Lehár gegeben, in der Gretl Schörg (1914–2006) nochmals glänzend in Erscheinung trat, bevor sie sich wenig später ganz vom Bühnenleben zurückzog.
Nach 1976 wurden bereits sporadisch Musicals gespielt. In den Jahren 1984 und 1985 wurde das Theater generalsaniert. Seit 1987 gehört es gemeinsam mit dem Theater an der Wien und dem Ronacher zu den Vereinigten Bühnen Wien (GmbH) und ist seither hauptsächlich Spielstätte für Musicals.
Bekannte Musicals in deutscher Sprache wie zum Beispiel Die Schöne und das Biest mit Ethan Freeman und Caroline Vasicek in den Hauptrollen, Tanz der Vampire mit Steve Barton und Cornelia Zenz, Wake Up mit Alexander Goebel und Rainhard Fendrich und zuletzt auch Barbarella mit Nina Proll in der Titelrolle und Eva-Maria Marold, hatten jeweils am Raimund Theater ihre Uraufführung. Im Februar 2005 fand die Premiere der deutschsprachigen Erstaufführung von Romeo und Julia mit Lukas Perman und Marjan Shaki in den beiden Titelrollen statt. In weiteren Rollen waren unter anderem Carin Filipčić als Amme, Mark Seibert als Tybalt, Rasmus Borkowski als Mercutio und Mathias Edenborn als Benvolio sowie Thomas Mülner als Graf Paris zu sehen.
Das Musical Elisabeth wurde anlässlich dessen 20. Geburtstag von 2012 bis 2014 gespielt. Dabei wurden im Saal vier LED-Übersetzungstafeln angebracht, auf denen seither die Stücke in Englisch übersetzt werden.
Die Verleihung des im Jahr 2000 initiierten Nestroy-Theaterpreises fand 2011 zum ersten Mal im Raimund Theater statt.
Zwei Jahre spielte im Raimundtheater  I am from Austria - Das Musical mit den Hits von Rainhard Fendrich von Titus Hoffmann & Christian Struppeck vor ausverkauftem Haus (16. September 2017 bis 16. Juni 2019).
Das Raimund Theater wird nach der Renovierung 1.400 Sitzplätze fassen. Bisher waren es 1.195 Sitzplätze und 40 Stehplätze, das konnte allerdings von Produktion zu Produktion variieren.
Im März 2018 beschloss der Kulturausschuss des Wiener Gemeinderats, für die Sanierung des Theaters 12,76 Millionen Euro bereitzustellen. Das Theater war seit 17. Juni 2019 für Sanierungsarbeiten rund 14 Monate geschlossen, die Wiedereröffnung war ursprünglich für Herbst 2020 mit dem Musical Miss Saigon geplant. Im Juni 2020 wurde die Wiedereröffnung auf Jänner 2021 verschoben. Im Oktober 2020 wurde bekannt gegeben, dass die Premiere nochmals auf Herbst 2021 verschoben wurde. Am 26. September 2021 wurde mit der WE ARE MUSICAL – Die große Eröffnungsgala das Raimund Theater wiedereröffnet. Die Premiere von Miss Saigon hätte am 3. Dezember 2021 stattfinden sollen, aufgrund eines erneuten landesweiten Lockdowns musste diese wiederholt abgesagt werden.

## Uraufführungen Operette / Singspiel
- Der Kellermeister, Operette von Carl Zeller, am 21. Dezember 1901
- Das Glücksmädel, Operette von Robert Stolz, am 28. Oktober 1910
- Das Zirkuskind, Operette von Edmund Eysler, am 18. Februar 1911
- Casimirs Himmelfahrt, Operette von Bruno Granichstaedten, 25. Dezember 1911
- Das Dreimäderlhaus, Operette von Heinrich Berté, am 15. Jänner 1916
- Das alte Lied, Operette von Bruno Granichstaedten, 21. Dezember 1918
- Die Liebe geht um, Operette von Robert Stolz, am 22. Juni 1922
- Das Bergwerk. Drama von Hans Kaltneker, 6. Februar 1923
- Das Schwalbennest, Operette von Bruno Granichstaedten, 2. September 1926
- Der Reiter der Kaiserin, Operette von August Pepöck, am 30. April 1941
- Bel Ami, Musical von Peter Kreuder, am 25. Mai 1960
- Die Jungfrau von Paris, Operette von Friedrich Schröder, 19. Dezember 1969

## Uraufführungen Musical
| Musical           | Musik und Buch                                          | Premiere           | Derniere          | Vorstellungen / Besucher                                 | Zusätzliche Infos                                                                                         |
| ----------------- | ------------------------------------------------------- | ------------------ | ----------------- | -------------------------------------------------------- | --- |
| Tanz der Vampire  | Jim Steinman, Michael Kunze                             | 4. Oktober 1997    | 15. Jänner 2000   | 677 Vorstellungen / 805.000 Besucher                     | Roman Polanski führte selbst Regie                                                                        |
| Wake Up           | Rainhard Fendrich                                       | 29. September 2002 | 1. Jänner 2004    |                                                          | |
| Barbarella        | Dave Stewart, Rudi Klausnitzer                          | 11. März 2004      | 1. Jänner 2005    |                                                          | |
| Rebecca           | Michael Kunze, Sylvester Levay                          | 28. September 2006 | 31. Dezember 2008 | 405.000 Besucher                                         | von Jänner – Juni 2008 unterbrochen von We Will Rock You                                                  |
| Rebecca           | Michael Kunze, Sylvester Levay                          | 22. September 2022 | 7. Jänner 2024    | ca. 213 Vorstellungen (+5 Previews)/ca. 200.000 Besucher | Wiederaufnahme                                                                                            |
| Rudolf            | Frank Wildhorn, Jack Murphy                             | 26. Februar 2009   | 24. Jänner 2010   | 210 Vorstellungen / 180.984 Besucher                     | deutschsprachige Erstaufführung/Uraufführung der Wiener Fassung, Ko-Produktion mit Operettenhaus Budapest |
| Schikaneder       | Stephen Schwartz, Christian Struppeck                   | 30. September 2016 | 21. Juni 2017     | 216 Vorstellungen + 8 Previews / ca. 180.000 Besucher    | |
| I Am from Austria | Rainhard Fendrich, Titus Hoffmann, Christian Struppeck, | 16. September 2017 | 16. Juni 2019     | 462 Vorstellungen + 5 Previews / 500.000 Besucher        | Mit den Songs von Rainhard Fendrich                                                                       |

## Weitere Musicalaufführungen
| Musical                                      | Musik und Buch                                    | Premiere           | Derniere         | Vorstellungen / Besucher                                      | Zusätzliche Infos                                                                           |
| -------------------------------------------- | ------------------------------------------------- | ------------------ | ---------------- | ------------------------------------------------------------- | ------------------------------------------------------------------------------------------- |
| A Chorus Line                                | Marvin Hamlisch, Michael Bennett                  | 16. Oktober 1987   | 1. Juli 1988     | 225 Vorstellungen / 235.000 Besucher                          | österreichische Erstaufführung                                                              |
| Les Misérables                               | Alain Boublil, Claude-Michel Schönberg            | 15. September 1988 | 31. März 1990    | 400 Vorstellungen / 420.000 Besucher                          | deutschsprachige Erstaufführung                                                             |
| Phantom der Oper                             | Andrew Lloyd Webber                               | 9. Juni 1990       | 30. Juni 1993    | 1.363 Vorstellungen / 1,4 Mio. Besucher                       | zuvor von Dezember 1988 – Juni 1990 im Theater an der Wien, deutschsprachige Erstaufführung |
| Phantom der Oper                             | Andrew Lloyd Webber                               | 15. März 2024      | Juni 2026        | 386 Vorstellungen +7 Previews / 290.000 Besucher (28.06.2025) | Wiederaufnahme – Neue Fassung der US-Tournee und der australischen Version                  |
| Rocky Horror Show                            | Richard O’Brien                                   | 7. September 1993  | 26. Oktober 1993 |                                                               | siebenwöchiges Zwischenspiel, nicht von den VBW                                             |
| Kuss der Spinnenfrau                         | John Kander, Fred Ebb                             | 23. November 1993  | 30. Juni 1994    |                                                               | deutschsprachige Erstaufführung                                                             |
| Grease                                       | Warren Casey, Jim Jacobs                          | 28. September 1994 | 30. Juni 1995    | 265 Vorstellungen / ca. 300.000 Besucher                      | deutschsprachige Erstaufführung                                                             |
| Disney’s Die Schöne und das Biest            | Alan Menken, Howard Ashman, Tim Rice              | 28. September 1995 | 29. Juni 1997    | 560 Vorstellungen / ca. 600.000 Besucher                      | europäische Erstaufführung                                                                  |
| Joseph and the Amazing Technicolor Dreamcoat | Andrew Lloyd Webber                               | 3. März 2000       | 14. Jänner 2001  | 236 Vorstellungen / ca. 251.000 Besucher                      | österreichische Erstaufführung                                                              |
| Hair                                         | Galt MacDermot, Gerome Ragni, James Rado          | 10. März 2001      | 30. Juni 2002    | 385 Vorstellungen / ca. 395.000 Besucher                      | österreichische Erstaufführung                                                              |
| Romeo und Julia                              | Gérard Presgurvic                                 | 24. Februar 2005   | 8. Juli 2006     |                                                               | deutschsprachige Erstaufführung                                                             |
| We Will Rock You                             | Queen, Ben Elton                                  | 16. Jänner 2008    | 13. Juli 2008    | 203 Vorstellungen, ca. 250.000 Besucher                       | österreichische Erstaufführung                                                              |
| Ich war noch niemals in New York             | Udo Jürgens, Gabriel Barylli, Christian Struppeck | 17. März 2010      | 15. Juni 2012    | 592 Vorstellungen / ca. 630.000 Besucher (1. Spielzeit)       | österreichische Erstaufführung (Wiener Fassung)                                             |
| Ich war noch niemals in New York             | Udo Jürgens, Gabriel Barylli, Christian Struppeck | 17. April 2016     | 3. Juli 2016     | 86 Vorstellungen / ca. 78.000 Besucher                        | österreichische Erstaufführung (Wiener Fassung)                                             |
| Elisabeth                                    | Michael Kunze, Sylvester Levay                    | 5. September 2012  | 1. Februar 2014  | 381 Vorstellungen / ca. 412.000 Besucher                      | leicht überarbeitete Wiener Version, zuvor zwei Spielzeiten im Theater an der Wien          |
| Mamma Mia!                                   | Benny Andersson, Björn Ulvaeus, Catherine Johnson | 19. März 2014      | 28. Juni 2015    | 360 Vorstellungen, ca. 360.000 Besucher                       |                                                                                             |
| Mozart!                                      | Michael Kunze, Sylvester Levay                    | 24. September 2015 | 20. März 2016    | 161 Vorstellungen +7 Previews / ca. 175.000 Besucher          | zuvor im Theater an der Wien                                                                |
| Miss Saigon                                  | Alain Boublil, Claude-Michel Schönberg            | 23. Jänner 2022    | 25. Juni 2022    | 117 Vorstellungen + 6 Previews                                |                                                                                             |